# .mh
Pour les articles homonymes, voir MH.
.mh est le domaine de premier niveau national réservé aux îles Marshall. Il a été introduit en 1997.